# John C. Breckinridge
John Cabell Breckinridge, (Lexington, 16 de Janeiro de 1821 — Lexington, 17 de Maio de 1875) foi um político dos Estados Unidos. Foi o 14º vice-presidente na gestão do presidente James Buchanan. Foi Senador em 1861.

## Vida
Estudou na Pisgah Academy no Condado de Woodford e graduou-se no Centre College, em Danville em 1839. Continuou estudos no College of New Jersey (hoje Universidade de Princeton), e estudou Direito no Transylvania Institute de Lexington, Kentucky. Em 1840 foi admitido na Ordem de Advogados (o que lhe dava licença legal para exercer advocacia).
Entre 1847 e 1848 serviu com a patente de major no Third Kentucky Volunteers (Terceiro Corpo de Voluntários do Kentucky), uma unidade de voluntários do seu Estado natal integrada no Exército dos Estados Unidos para combater na intervenção no México.
Em 1849 Breckinridge ganhou as eleições legislativas estatais para o cargo de Representante (deputado) na Câmara de Representantes da  Assembleia Geral do Kentucky (Assembleia Legislativa estatal ou regional do Estado de Kentucky). Breckinridge era candidato pelo Partido Democrata.
Nas eleições de Novembro de 1850 foi eleito Representante (deputado) na Câmara de Representantes do Congresso dos Estados Unidos da América, pelo 8º Distrito do Estado de Kentucky. Tomou posse em 4 de Março de 1851 e manteve-se como membro democrata do Congresso até 4 de Março de 1855, já que nas eleições de Novembro de 1852 tinha sido reeleito para um segundo mandato.
Foi candidato a presidente nas eleições presidenciais de 1860, no meio de uma grande divisão do Partido Democrata, que o preteriu em favor de outro candidato.
Entrou para o exército confederado durante a Guerra Civil Americana, como brigadeiro-general e foi promovido a major-general. Foi Secretário da Guerra no Gabinete dos Estados Confederados entre Janeiro e Abril de 1865.
Residiu na Europa depois de 1868; regressou a Lexington, Kentucky, e retomou a actividade da advocacia, sendo também vice-presidente da "Elizabethtown, Lexington Big Sandy Railroad Co.", uma empresa de caminhos-de-ferro.
Morreu em Lexington, Kentucky. Está sepultado no cemitério de Lexington.

## Divisão do Partido Democrata e Candidatura Presidencial de Breckinridge
Quando a Convenção Nacional do Partido Democrata se reuniu em Abril de 1860 na cidade de Charleston (Carolina do Sul) para eleger os candidatos do partido para os cargos de Presidente e Vice-presidente dos Estados Unidos e aprovar o programa eleitoral, a situação interna do partido era muito delicada.
Os democratas dos Estados do sul do país tinham-se radicalizado na defesa da escravatura dos negros e apresentavam-se com posições intransigentes na Convenção; por seu lado, os democratas dos Estados do norte já não estavam dispostos a ceder mais aos seus companheiros do sul, por receio de perder votos no norte ao serem considerados demasiado servis frente aos interesses do sul. A Convenção Nacional foi adiada.
Reunida de novo em Baltimore em Junho, a Convenção foi polémica: os mais radicais dos democratas do sul que compareceram na Convenção exigiram que se incluísse na Plataforma Eleitoral do partido um compromisso para aprovar reformas legais que permitissem estender a escravatura aos territórios pouco povoados do Oeste que ainda não eram Estados mas estavam em via de o ser; tal era inaceitável para os democratas do norte, e a proposta foi chumbada em votação. Como resposta, 110 delegados do sul retiraram-se da Convenção, consumando a divisão definitiva do partido.
Os democratas do sul reuniram-se numa Convenção própria em Richmond (Virgínia), em 28 de Junho de 1860. Nessa Convenção elegeram como candidato a Presidente dos Estados Unidos Breckinridge, que era à data Vice-presidente do país. Apesar de ser o Vice-presidente, Breckinridge era considerado um político sem grande carisma; e antes da divisão do partido nem sequer era um aspirante à presidência. Mesmo assim, os democratas sulistas designaram-no candidato, e competiu contra o aspirante democrata do norte (Stephen A. Douglas), contra John Bell do Partido da União, e contra Abraham Lincoln do Partido Republicano.
Tal como se esperava, Breckinridge ganhou em todos os Estados escravagistas ou do Sul excepto no Kentucky, Tennessee e Virgínia, onde venceu o candidato Bell; e no Missouri, onde ganhou Douglas, (particularmente doloroso para Breckinridge foi ter perdido no seu Estado natal (Kentucky) contra Bell). Em alguns Estados onde Breckinridge ganhou, fê-lo por estreita margem (como no Maryland onde obteve 45,9% contra 45,1% de Bell, ou a Carolina do Norte onde obteve 50,5% contra 46,7% de Bell); mas nos outros fê-lo com maioria confortável (como no Texas, onde obteve uns espantosos 75,5% dos votos populares).